# Harry e Tonto
Harry e Tonto è un film del 1974 diretto da Paul Mazursky.

## Trama
Harry Coombes è un anziano vedovo settantenne ed insegnante in pensione che viene sfrattato dal suo appartamento nell'Upper West Side di New York perché l'edificio deve essere abbattuto per far posto ad un parcheggio. In principio pensa di vivere nei sobborghi con il figlio maggiore Burt e la famiglia di lui, però poi decide di intraprendere un viaggio attraverso tutto il Paese insieme al proprio gatto "Tonto".
Inizialmente progetta di andare in aereo a Chicago, poi, a causa di un problema con la sicurezza aeroportuale che controlla il trasportino del gatto, Harry decide di viaggiare in pullman, ed infine decide di acquistare un'autovettura usata. Durante il suo viaggio, Harry stringe amicizia con un'autostoppista che ama citare testi biblici e con Ginger, minorenne fuggita di casa. Dopo aver fatto visita ad una sua vecchia fiamma, Jessie Stone, che vive in una casa di riposo e soffre di demenza senile, Harry si reca dalla figlia Shirley, proprietaria di una libreria a Chicago. Ginger e il timido nipote di Harry (che avrebbe dovuto riportarlo a New York) finiscono per innamorarsi e se ne vanno con la macchina di Harry, lasciando così lui e Tonto di nuovo soli.
Continuando a viaggiare verso ovest, Harry accetta un passaggio da un venditore di alimenti salutisti, fa conoscenza con una graziosa autostoppista in viaggio verso Las Vegas e passa poi una notte in prigione con un amichevole nativo americano. 
Infine giunge a Los Angeles, dove inizialmente va a vivere con il figlio minore Eddie, un venditore di beni immobili a corto di soldi, prima di trovarsi un posto dove vivere con Tonto, che, proprio come Harry, sta facendo il meglio che può con le difficoltà della vecchiaia.
Dopo la morte di Tonto, Harry si ritrova a vivere da solo sull'Oceano Pacifico, stringendo nuove amicizie e godendosi il clima. Alla fine del film, vede un giovane gatto che assomiglia a Tonto e lo segue fino alla spiaggia dove trova una bambina intenta a costruire un castello di sabbia. I due si scambiano un sorriso mentre il sole tramonta.

## Distribuzione
La prima del film avvenne a New York il 12 agosto 1974; venne quindi distribuito nelle sale due giorni dopo. In Italia arrivò al cinema alla fine del 1979; nel novembre 2014 venne proiettato al Torino Film Festival.

## Critica
«Commedia agrodolce... raccontata con un tono intimista... un vero e proprio inno alla vita. Ebbe scarso successo in patria nonostante l'Oscar vinto come miglior attore da Art Carney. In Italia arrivò dopo cinque anni. Ottima la fotografia di Michael Butler.» ***

## Riconoscimenti
- 1974 - National Board of Review of Motion Pictures Award
  - Migliori dieci film
- 1975 - Premio Oscar
  - Miglior attore ad Art Carney
  - Candidatura Migliore sceneggiatura originale a Paul Mazursky e Josh Greenfeld
- 1975 - Golden Globe
  - Miglior attore in un film commedia o musicale ad Art Carney
  - Candidatura Miglior film commedia o musicale
- 1975 - Writers Guild of America Award
  - Miglior dramma scritto direttamente per lo schermo a Paul Mazursky e Josh Greenfeld
- 1976 - Kinema Junpo Award
  - Miglior film straniero a Paul Mazursky

## Curiosità
- Il ruolo di Harry venne inizialmente offerto a James Cagney, ma l'attore settantaquattrenne non aveva più recitato in un film dal 1961 e non era intenzionato a tornare sul set. Prima che Art Carney fosse scritturato per il ruolo vennero presi in considerazione per il ruolo anche Sir Laurence Olivier e Cary Grant.[2]
- Anche se solo uno di essi è stato accreditato, Tonto è stato interpretato da due gatti diversi. Al termine del film, l'allenatore li ha offerti sia al co-sceneggiatore che al regista Paul Mazursky, il quale fu costretto a rifiutarli perché sua moglie era allergica ai gatti.[2]
- Pezzi di fegato vennero collocati intorno ad Art Carney per attirare i gatti che interpretavano Tonto nelle scene in cui Harry lo coccola.[2]
- La bambina che sta costruendo il castello di sabbia alla fine del film è stata interpretata dalla figlia di Paul Mazursky, Jill.[2]
- I due ragazzini seduti sulla veranda mentre Art Carney viene portato fuori dall'edificio erano dei ragazzi del posto che vennero pagati cinque dollari per fare da comparse.[2]
- Paul Mazursky ha affermato che il film ha avuto grande successo in Giappone a causa dell'amore dei giapponesi per i gatti e che il pubblico durante la première a Tokyo si era messo a piangere nella scena in cui Harry dà l'ultimo saluto a Tonto.[2]

## Citazioni
- Il nome del gatto, Tonto, è un riferimento alla serie televisiva Il cavaliere solitario.
- In una scena Sam Two Feathers menziona la serie Ironside.
- Nella scena in cui Harry afferma che Jessie danzava come Isadora Duncan, Ginger dice di aver visto il film sulla vita della danzatrice interpretato da Vanessa Redgrave.